# Шмаков, Тимофей Иванович
Тимофей Иванович Шмаков, литературный псевдоним — Шмаки Тими (5 марта 1910, д. Монья, Вятская губерния — 10 июня 1961, Ижевск, УАССР) — удмуртский поэт, переводчик. Член Союза писателей СССР (1950). Участник Великой Отечественной войны.

## Биография
Тимофей Шмаков родился в деревне Монья Елабужском уезде (ныне Вавожский район) Вятской губернии в семье бедняка. Своё детство провёл в починке Кортчинвай неподалёку от Моньи, который впоследствии неоднократно воспевал в своих стихотворениях. Грамоте обучился на ликбезе в селе Водзимонье.
В 1930 году Тимофей Иванович окончил Можгинский педагогический техникум, после чего заведовал начальной школой деревни Новая Бия Вавожского района. В течение многих лет работал в редакциях республиканских газет «Удмурт коммуна», «Дась лу!», «Удмуртская правда», «Советской Удмуртия», в Удмуртском книжном издательстве и на Удмуртском радио. С 1955 года профессионально занимался литературой. 10 июня 1974 года умер в Ижевске после тяжёлой и продолжительной болезни.

## Творчество
Первые публикации Тимофея Шмакова под псевдонимом Шмаки Тими появились в 1928 году в журнале «Кенеш». В довоенные годы занимался переводами на удмуртский язык произведений русских и зарубежных классиков, а также писал стихи и рассказы для детей. Одним из наиболее известных его переводов на родной язык стало «Завещание» Тараса Шевченко.
На заре своей творческой карьеры Шмаков был втянут в литературную борьбу — он подписал так называемую «Платформу шести», заявление удмуртских писателей, не согласных с политикой руководства Всеудмуртской ассоциации революционных писателей (ВУАРП) и Вотского обкома ВКП(б). Наряду с пятью своими единомышленниками из «крестьянской группы», считавших, что ВУАРП мало обращает внимание на стиль, форму изложения и сюжет, а больше настаивает на идеологии, вышел из этой организации и подал заявление на вступление во Всесоюзное общество крестьянских писателей (ВОКП).
Расцвет поэтического таланта Шмакова пришёлся на годы Великой Отечественной войны. Его глубоко патриотичные стихи печатались в газете «Советской Удмуртия», входили в коллективные сборники военных лет, читались по радио и на митингах, проходивших в республике по случаям крупных побед Советской Армии. Стихотворение того периода «Малы уӵыос…» (в переводе с удм. — «Почему соловьи…»), было положено на напев известной грузинской песни «Сулико».
Лучшие стихи поэта военной эпохи были изданы в 1945 году в сборнике «Мынам пыӵалэ» (с удм. — «Моя винтовка»); в них автор воспел фронтовое братство и своих «друзей» — землянку, шинель, кружку и винтовку. Послевоенные стихи, поэмы и песни Шмаков посвятил детям. Из произведений взрослым высокую оценку получило стихотворение «Быдӟым ӟуч калыклы» (с удм. — «Великому русскому народу»), в котором воспевается дружба между русским и удмуртским народами.

## Избранные издания
- Шмаков Т. И. Мынам пыӵалэ: Кылбуръёс (удм.). — Ижевск: Удмуртгосиздат, 1945. — 64 с.
- Шмаков Т. И. Покчи вынъёслы: Кылбуръёс (удм.). — Ижевск: Удмуртгосиздат, 1947. — 40 с.
- Шмаков Т. И. Ӵукна: Пиналъёслы кылбуръёс (удм.). — Ижевск: Удмуртгосиздат, 1951. — 64 с.
- Шмаков Т. И. Нюлэскын: Поэма (удм.). — Ижевск: Удмуртгосиздат, 1952. — 28 с.
- Шмаков Т. И. Зарни киос: СССР-ысь калыкъёслэн выжыкылъёссы (удм.). — Ижевск: Удмуртской книжной издательство, 1954. — 60 с.
- Шмаков Т. И. Кортчинвай: Пиналъёслы кылбуръёс (удм.). — Ижевск: Удмуртгосиздат, 1957. — 48 с.
- Шмаков Т. И. Чипчирган куара: Быръем кылбуръёс (удм.). — Ижевск: Удмуртия, 1965. — 72 с.

## Память
- 20 ноября 2020 года в д. Монья Вавожского района состоялось открытие памятной доски удмуртскому поэту Тимофею Шмакову[5].